# Marc Ferrez

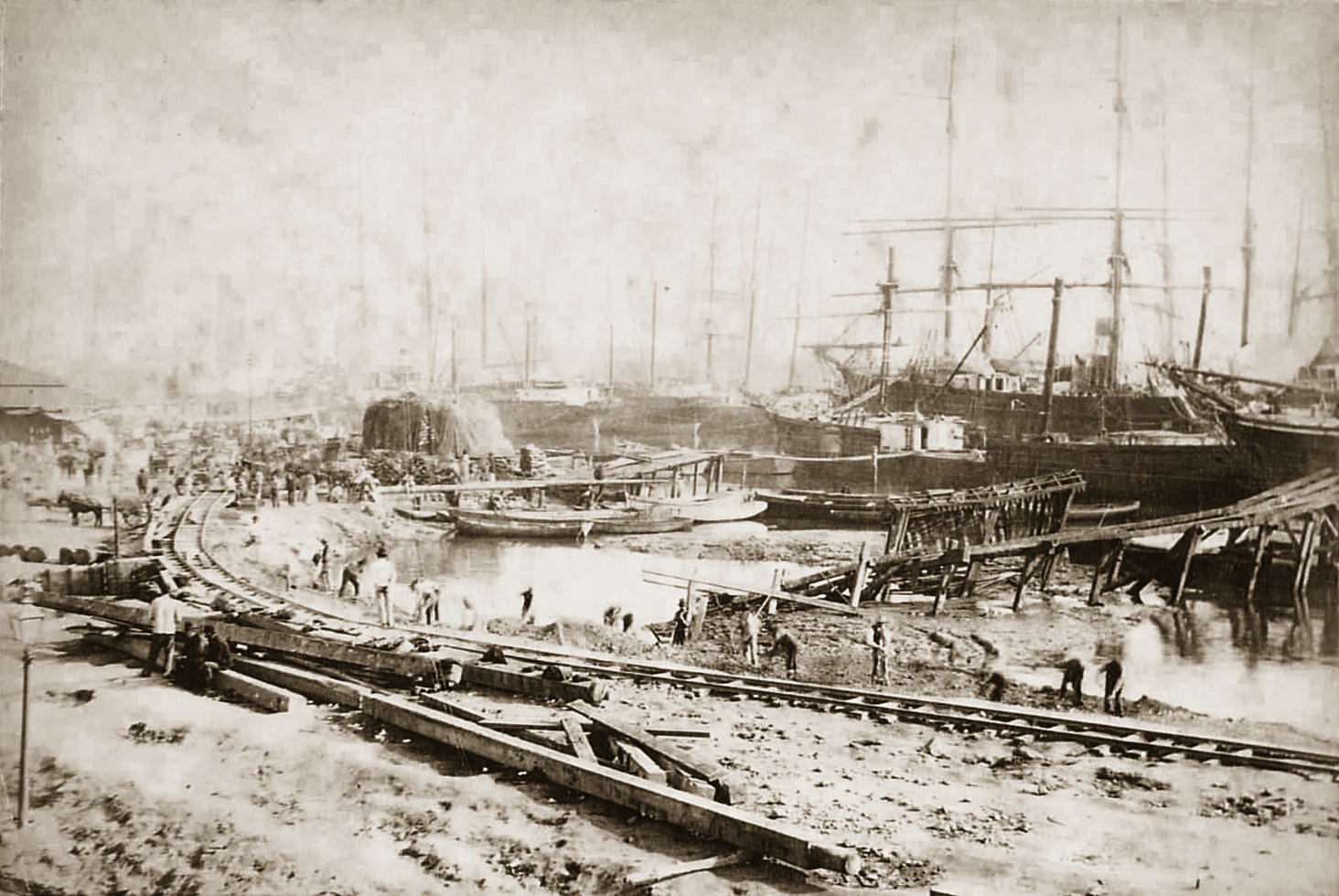
Marc Ferrez: Porto de Santos, São Paulo (Brazílie), 1870

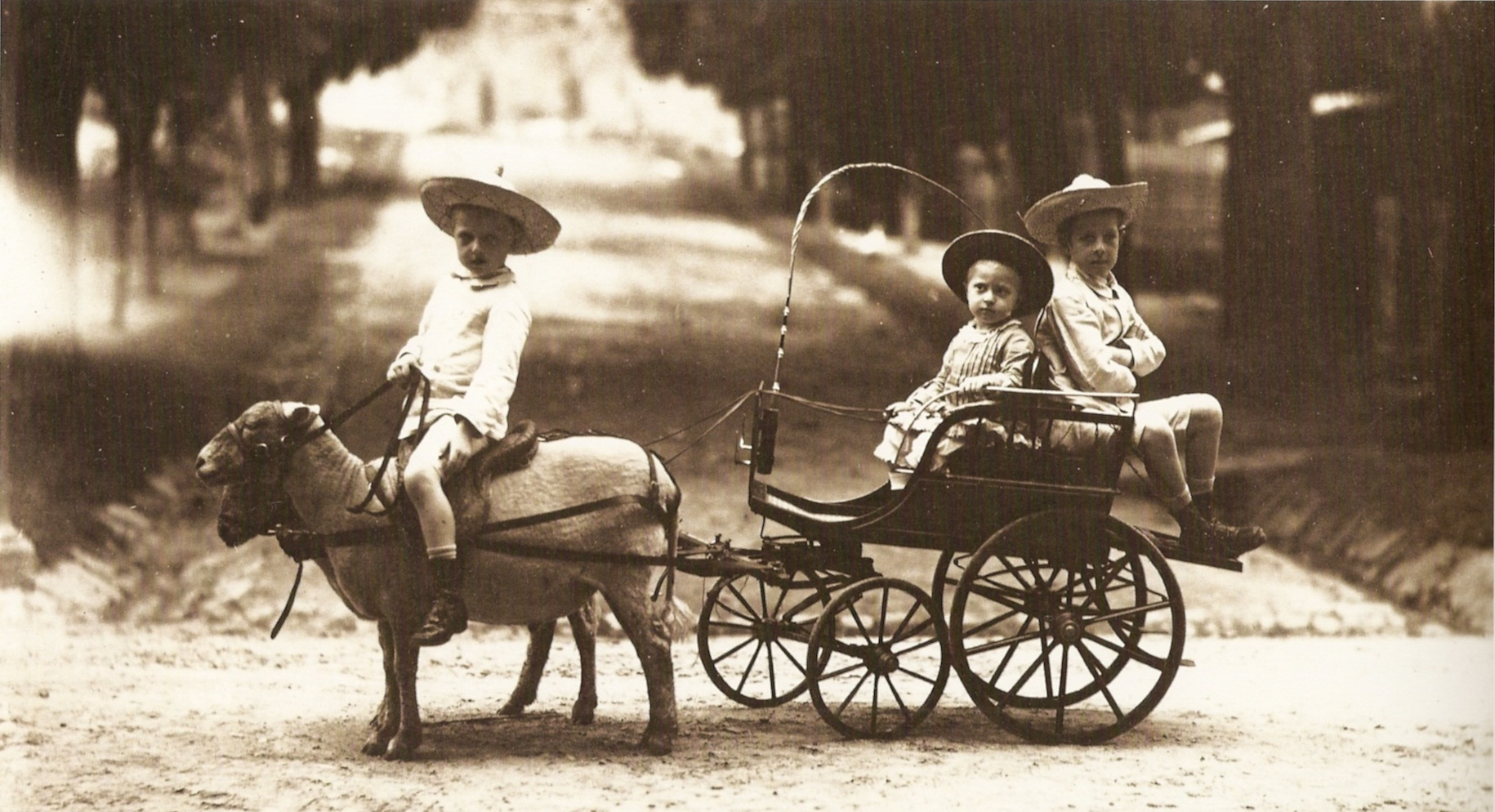
Marc Ferrez: Děti Gastona Orleánského, hraběte z Eu a princezny Isabely, zleva doprava: Pedro, Antonio a Luís, asi 1883

Marc Ferrez (7. prosince 1843 Rio de Janeiro – 12. ledna 1923) byl brazilský dvorní fotograf. Je známý hlavně svými snímky Brazílie, Ria de Janeira, brazilské železnice a královské rodiny.

## Život a dílo
Svůj život zasvětil umění fotografie a byl považován za jednoho z největších fotografů své doby. Jeho produkce snímků byla masivní, dokumentoval konsolidaci národa Brazílie a města Rio de Janeiro na metropoli. Jeho kariéra byla na vrcholu během jeho účasti na geologické výpravy profesora Charlese Hartta na sever a jih země.
V roce 1865 si otevřel vlastní portrétní studio na Rua São José, v centru Ria de Janeira, které v té době bylo hlavním městem Brazilského císařství. Byl dvorním fotografem Photographo da Marinha Imperial. Fotografoval krajiny od jihu k severu Brazílie, ale největší pozornost věnoval svému domovskému městu. Mezi jeho nejznámější díla patří alba železničních staveb a panoramata Ria de Janeira.
Zemřel v roce 1923 a zanechal tisíce fotografií a reprodukcí svých děl.

## Galerie

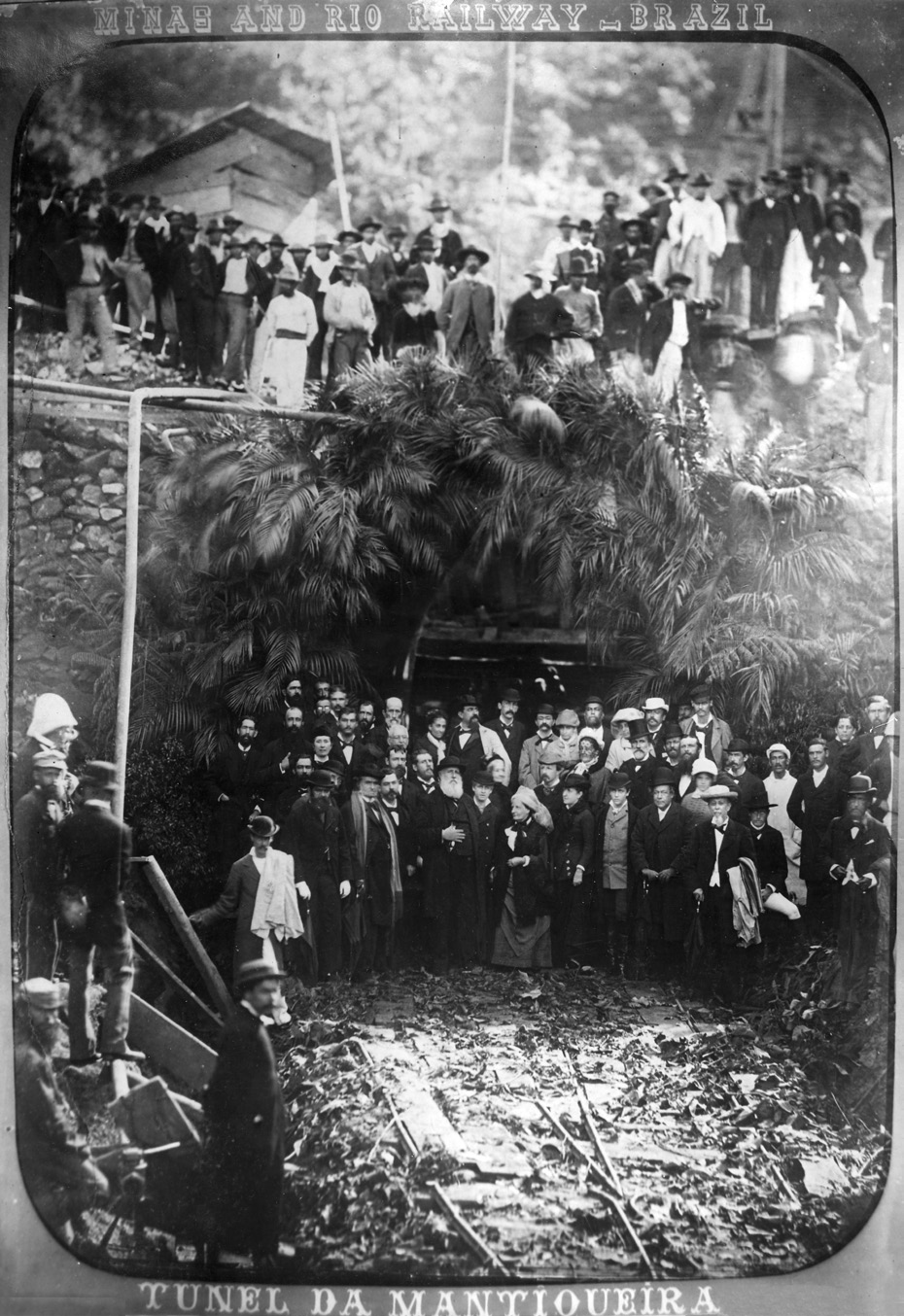
Návštěva císaře Pedra II a císařovny Teresy Cristiny během otevření tunelu Mantiqueira na železnici spojující Rio de Janeiro a Minas Gerais (Brazílie), 25. června 1882
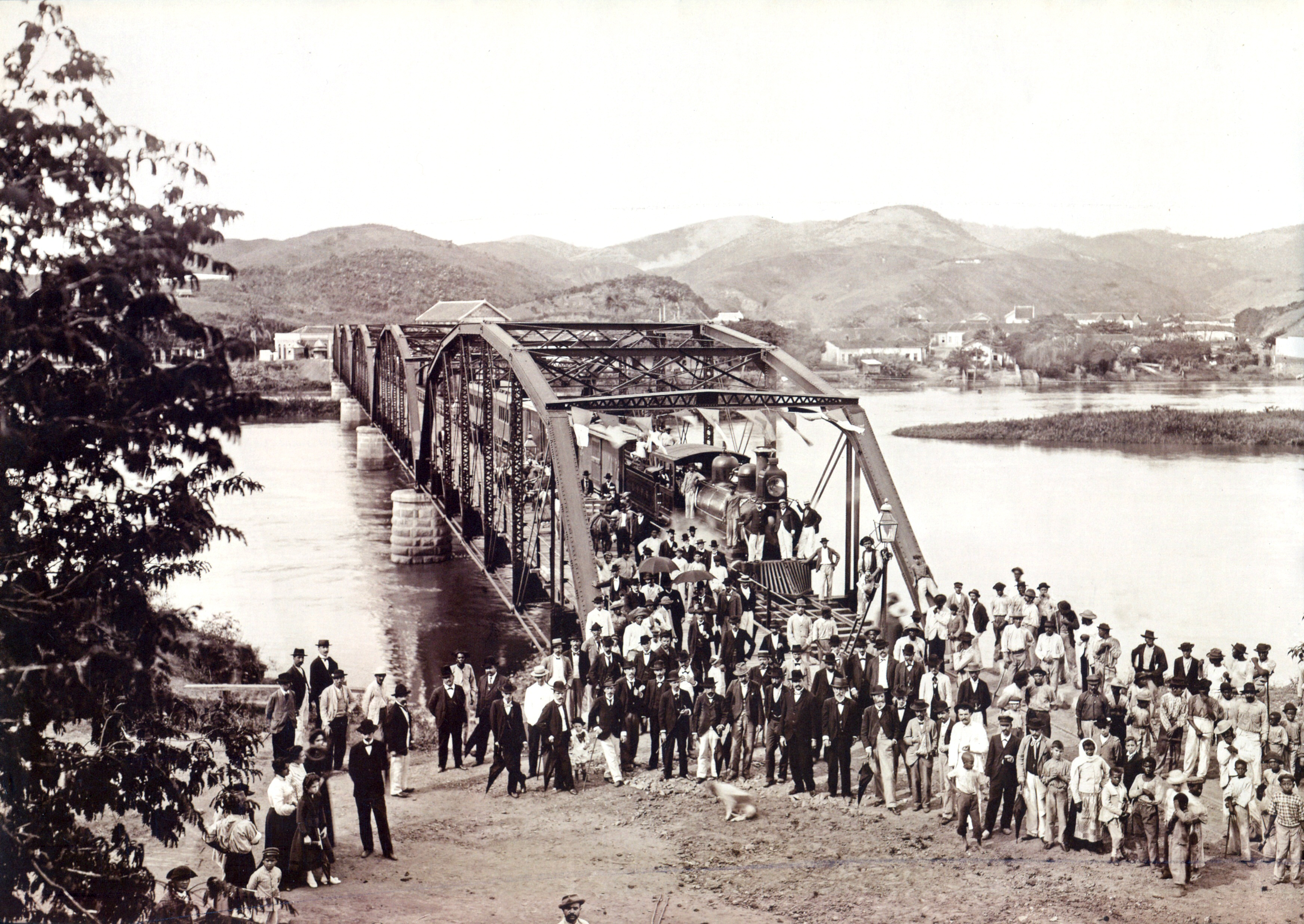
Slavnostní otevření železničního mostu přes řeku Paraíba, Rio de Janeiro, Brazílie, asi 1888
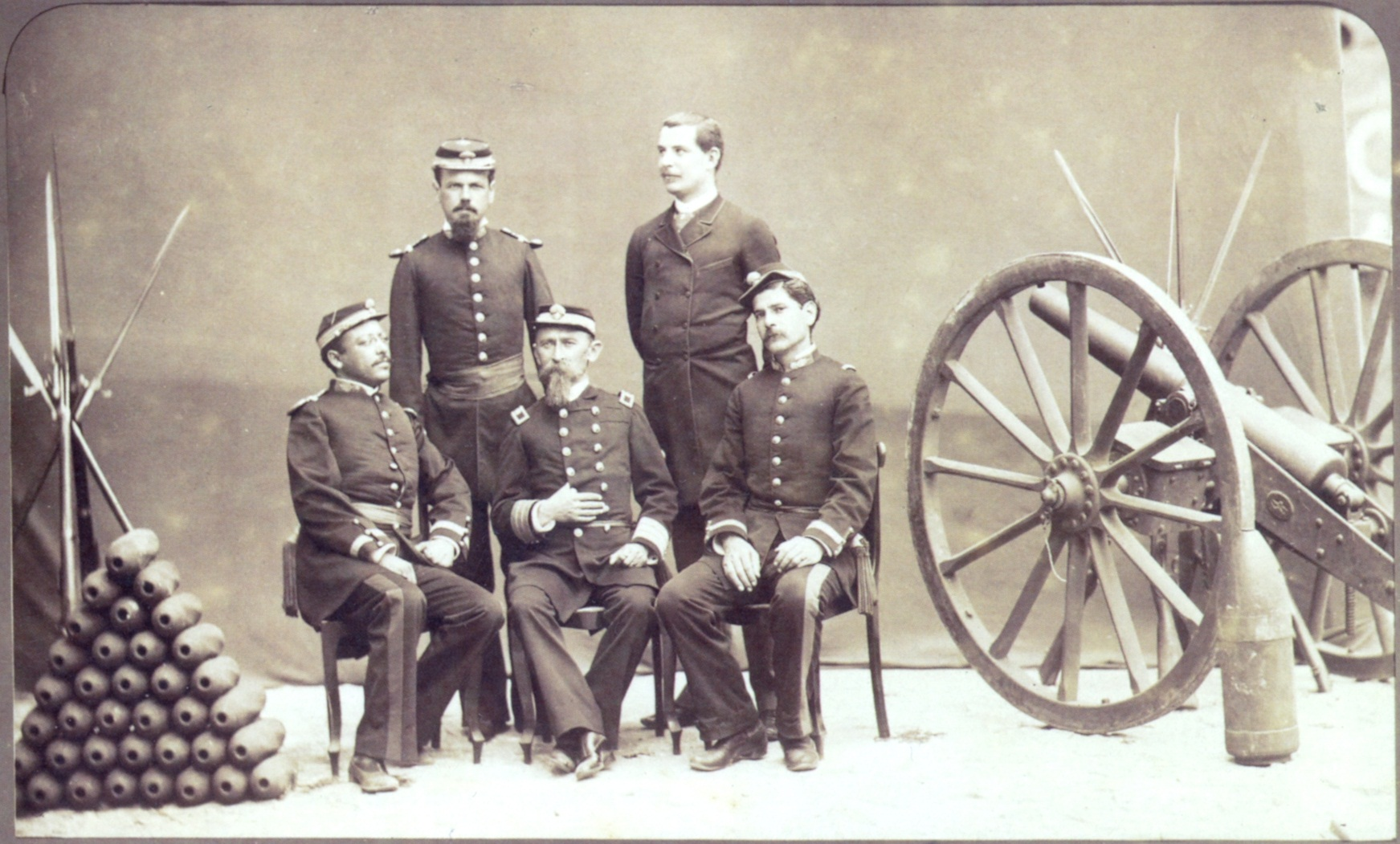
Brazilští oficíři s kanónem, 1886
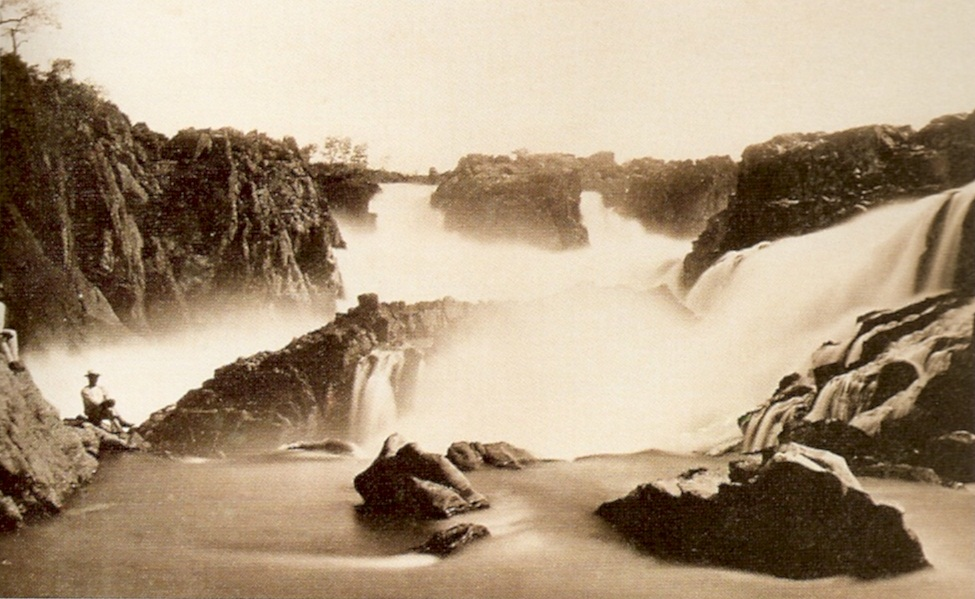
Vodopády Paulo Afonso Falls, provincie Bahia, Brazílie, 1875
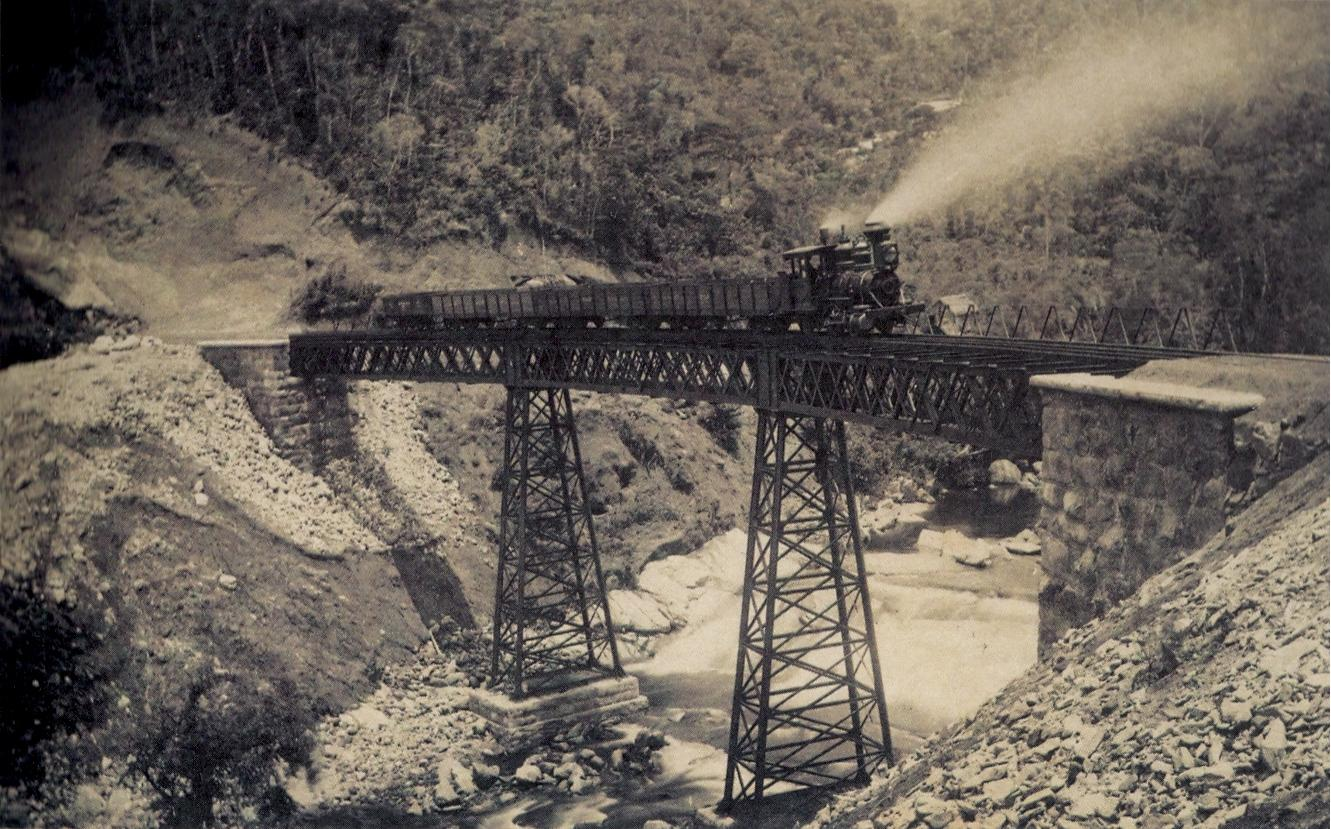
Železnice v Petropolis, Brazílie, 1885
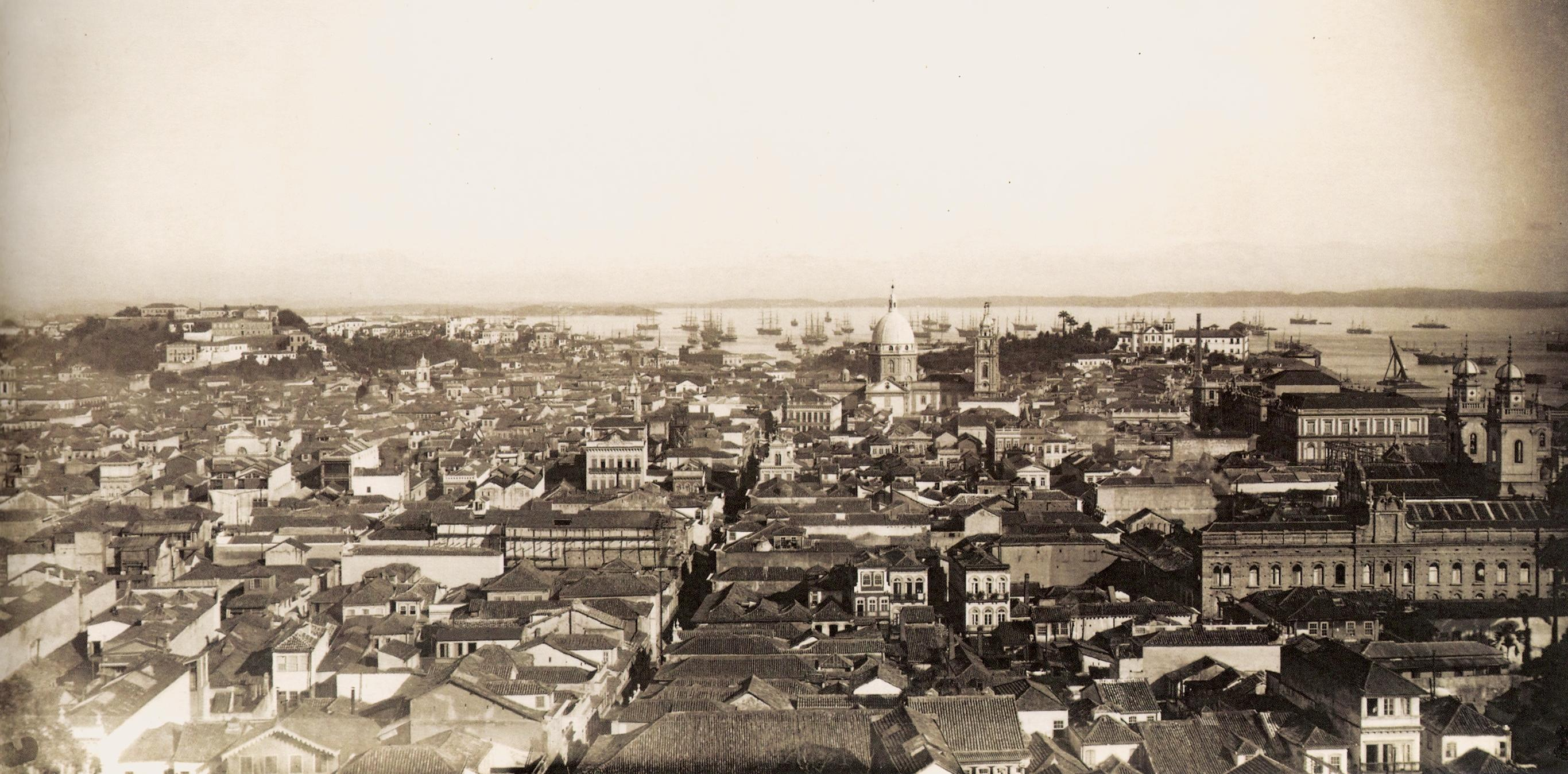
Rio de Janeiro, 1889, panorama
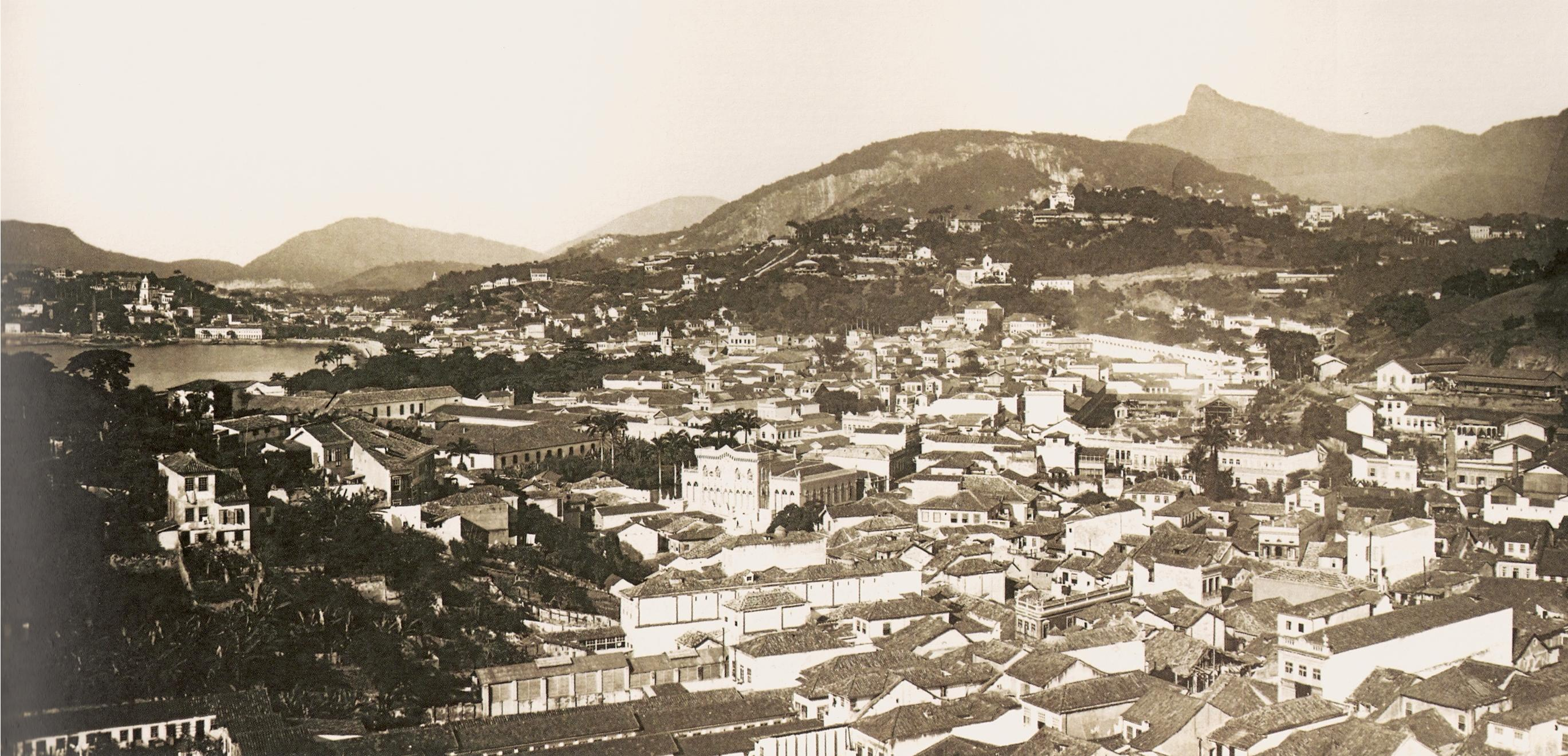
Rio de Janeiro, 1889, panorama
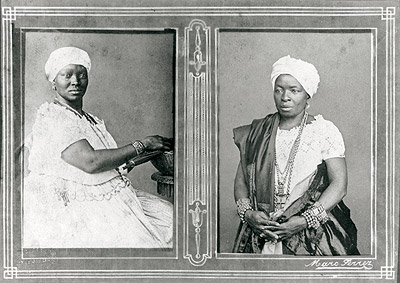
Portrét dvou černých dam, 1885
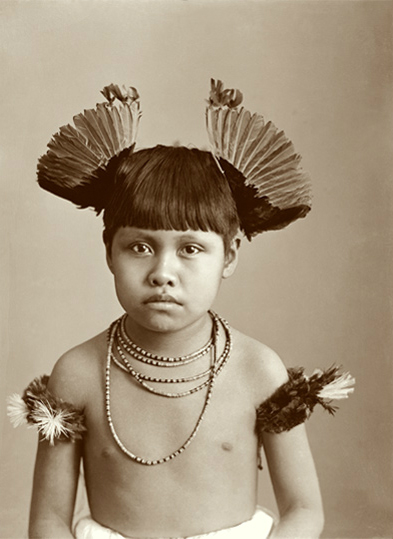
Menino Índio de Mato Grosso, 1896